# Joan II de Borbó
Joan II de Borbó, nascut el 1426, mort a Moulins el 1488, va ser comte de Clermont (1427-1488), i després el 1456 duc de Borbó i d'Alvèrnia, comte de Forez, príncep de Dombes i baró de Roannais (1456-1488). Era fill de Carles I, duc de Borbó, i d'Agnès de Borgonya.

## Biografia
Va començar per participar en el setge de Metz el 1444; després va participar en la campanya de Normandia on es va revelar ser un capità de guerra notable. El 1450, amb Joan de Dunois, havia reconquerit tota Normandia. Els anys que van seguir van ser consagrats, sempre junt amb Dunois, a la conquesta de la Guiena, que es va acabar el 1453 per la presa de Bordeus. En recompensa, va ser nomenat governador de la Guiena i va combatre a Joan, comte d'Armanyac, en revolta contra el rei.
Favorit de Carles VII de França, va haver d'experimentar l'odi de Lluís XI després de l'adveniment d'aquest darrer al tron. Lluís XI li va retirar el govern de la Guiena, i llavors Joan es va incorporar a la Lliga del Bé Públic de la qual es va fer un ardent participant. Després de la pau, Lluís XI va intentar corregir els seus errors i el va perdonar, i li va encarregar de reprendre Normandia a Carles de França. En recompensa, quan hova aconsgeuir, Joan fou nomenat governador del Llenguadoc. Lluís XI el va anomenar igualment cavaller de l'Ordre de Saint-Michel, en el moment de la primera promoció d'aquest nou ordre reial, l'1 d'agost de 1469.
Va ser igualment, com el seu pare, gran camarlenc de França.
Després de la mort de Lluís XI, Carles VIII el va nomenar conestable de França, el 1483. Va morir alguns anys més tard, el 1488. Per manca de fills vius (un mort feia poc i l'altra feia un any) el va succeir el seu germà Carles II de Borbó, fins aleshores religiós.

## Família
Es va casar a Moulins el 1447 amb Joana de França (1430 † 1482), filla de Carles VII, rei de França, i de Maria d'Anjou
Vidu, es va casar de nou a Saint-Cloud el 1484 amb Caterina d'Armanyac († 1487) filla de Jaume d'armanyac, duc de Nemours, i de Lluïsa d'Anjou, i va tenir:
- Joan (1487 † 1487), comte de Clermont

Finalment, es casa en terceres núpcies el 1487 amb Joana de Borbó-Vendôme (1465 † 1511), filla de Joan VIII de Borbó, comte de Vendôme, i d'Isabel de Beauvau, i van tenir a:
- Lluís (1488 † 1488), comte de Clermont

Va tenir també diversos fills il·legítims:
- de Marguerite de Brunant, va tenir a:

- de Margarida de Brunant, va tenir:
  - Mateu dit el Grand Bastard de Borbó († 1505), baró de Roche-en-Régnier i senyor de Bouthéon. Es va assenyalar al combat de Béthune el 1487 i va ser nomenat almirall i governador de Guiena i de Picardia

- de Jeanne Louise d'Albret, va tenir a: 
  - Carles (+ 1502), bastard de Borbó, vescomte de Lavedan, tronc de la família dels Borbó-Lavedan;

- de diverses dones, va tenir:
- # Hèctor († 1502), bastard de Borbó, arquebisbe de Tolosa de Llenguadoc;
- # Pere, bastard de Borbó, mort jove;
- # Maria († 1482), bastarda de Borbó, casada el 1470 amb Jacques de Sainte-Colombe ;
- # Margarida (1445 † 1483), bastarda de Borbó, legitimada el 1464, casada el 1462 amb Joan de Ferrières (+ 1497).

## La cort de Joan II
Joan II va sostenir una cort brillant a Moulins. Va protegir escriptors com a Philippe de Commines i, probablement, François Villon, així com els poetes borbonesos Jean Robertet i Henri Baude. És possible que hagués agafat com a model la cort de Carles I d'Orleans a Blois, que va freqüentar assíduament. Poeta ell mateix, va deixar bastantes peces, de les quals algunes es troben als manuscrits de Carles d'Orleans. Les primeres peces van ser compostes abans de ser duc de Borbó i són signades "Clermondois". Es va envoltar de músics i ell mateix tocava el llaüt.